# Apolodor
Apolodor és un disc d'Ada Milea de 2003 publicat per la casa discogràfica A&A Records. Interpretat per l'Ada musicalment i instrumental de manera rústega a l'estudi d'enregistrament, la música fou composta per l'artista romanesa basant-se en textos del llibre de poemes per a infants Cărţile cu Apolodor (Els llibres d'Apolodor) de Gellu Naum, poeta, dramaturg, novel·lista, escriptor infantil, traductor i fundador d'un grup romanès surrealista. El disc narra en forma de cançons les peripècies, viatges i aventures d'Apolodor per tot el món.
La veu, la guitarra i tots els sorolls que senyoregen el disc són tots recollits per l'Ada Milea.

## Pistes
1. La circ ("Al circ")
2. La Capul Nord ("Al Cap Nord")
3. Pe vapor spre Labrador ("En vaixell cap al Labrador")
4. În Africa ("A l'Àfrica")
5. În oază ("A l'oasi")
6. Mai departe ("Més lluny")
7. Milionar ("Milionari")
8. Pe alt vapor ("En un altre vaixell")
9. Cowboy
10. Cu tâlharul din Conneticut ("Amb el lladre de Connecticut")
11. Pe fiare vechi
12. În Saint-Louis ("A Saint-Louis")
13. În tratat ("Al tractat")
14. Și Ku-Klux-Klanul ("I el Ku Klux Klan")
15. Pedepsit de KKK ("Castigat pel KKK")
16. Pe Lună ("A la lluna")
17. În imn ("Dins l'himne")
18. Pe Mississippi ("Pel Mississippi")
19. Pe încă un vapor ("En un vaixell de bell nou")
20. În Uruguay ("A l'Uruguai")
21. În Antarctica ("A l'Antàrtida")